# Ночью вся кровь — чёрная
«Ночью вся кровь — чёрная» (фр. Frère d'âme, «Родственная душа») — роман французского писателя Давида Диопа, впервые опубликованный в августе 2018 года. Отмечен Гонкуровской премией лицеистов (2018) и Международной Букеровской премией 2021 года.
Книга рассказывает о судьбе сенегальского солдата, воюющего на стороне Франции в Первой мировой войне.

## Оценки
Критики отнеслись к роману весьма положительно. RFI назвало книгу «резкой и язвительной», отметив также «очень прямой» стиль Диопа.
- Газета «Le Monde» заявила, что данная история обладает «неоспоримыми литературными качествами» и была очень удачно опубликована — незадолго до столетия со Дня перемирия[6].
- Журналистка британского издания «The Guardian» Анжелика Крисафис охарактеризовала произведение как «душераздирающее и поэтичное»[7].
- Обозревательница журнала «The Spectator» Сьюзи Фей в своей рецензии назвала книгу «мощной»[8].
- Лаура Каппель из «The New York Times» похвалила книгу за вклад в «учёт колониальной истории во французской художественной литературе», а нигерийский писатель и критик Чигози Обиома описал её как «экстраординарный роман о кровавом пятне на истории человечества»[9][10].
- Писательница Анна Бранах-Каллас утверждала, что роман увековечивает вклад солдат французской армии в Первую мировую войну, подчёркивая их уязвимость и сильное психологическое травмирование, полученное на линии фронта[11].

## Награды
- 15 ноября 2018 года книга была награждена Гонкуровской премией лицеистов[12].
- В 2021 году произведение получило Международную Букеровскую премию, сделав Диопа первым французским писателем, удостоенным этой награды[13].